# Friedrich Vollmer

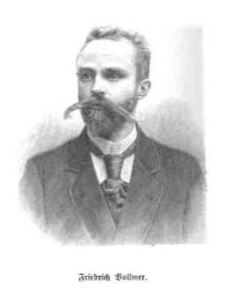
Friedrich Vollmer

Friedrich Vollmer (vollständiger Name Friedrich Karl Vollmer, * 14. November 1867 in Fingscheid, heute zu Wuppertal; † 21. September 1923 in Farchant) war ein deutscher Klassischer Philologe (Latinist).

## Leben
Friedrich Karl Vollmer legte 1886 sein Abitur in Düsseldorf ab und war nach der Lehramtsprüfung 1890/91 in Bonn und Probejahr in Koblenz Lehrer am Gymnasium in Düsseldorf. 1892 wurde er in Bonn promoviert. Er lehrte seit 1905 als Professor klassische Philologie an der Ludwig-Maximilians-Universität München. Seit 1908 war er ordentliches Mitglied der Bayerischen Akademie der Wissenschaften. Sein Nachlass befindet sich in der Bayerischen Staatsbibliothek in München. Vollmer gab Werke von Horaz, Serenus Sammonicus (im Rahmen des Corpus medicorum Latinorum) und Flavius Merobaudes heraus und für die Monumenta Germaniae Historica von Eugenius III. von Toledo und Blossius Aemilius Dracontius. Zudem edierte er römische Inschriften aus Bayern und war Generalredaktor des Thesaurus Linguae Latinae.
Vollmer war Alter Herr des Philologischen Vereins Berlin, des Philologischen Vereins Bonn und des Philologisch-Historischen Vereins München im Naumburger Kartellverband.

## Schriften (Auswahl)
- De Funere publico Romanorum. Dissertatio philologica quam... publice defendet scriptor Fridericus Vollmer. 1891
- Fl. Merobaudis reliquiae. Blossi Aemilii Dracontii carmina. Eugenii Toletani episcopi carmina et epistulae. Weidmann, Berlin 1905 (Monumenta Germaniae historica. Auctores antiquissimi, T. 14)
- Epitome Thesauri latini. Adornavit et, auxiliantibus compluribus, edidit Dr. Vollmer. Vol. I, fasc. I, a-aedilis. Confecerunt Fr. Vollmer et E. Bickel, 1912
- Inscriptiones Baiuariae Romanae sive inscriptiones Prov. Raetiae adiectis aliquot Noricis Italicisque. Franz, München 1915
- Quinti Sereni Liber medicinalis. Teubner, Leipzig/Berlin 1916 (= Corpus medicorum Latinorum. Band II, Faszikel 3).
- Carmina von Quintus Horatius Flaccus. Verlag Lucian Mueller 1886; Teubner, Leipzig 1917 (Bibliotheca scriptorum Graecorum et Romanorum Teubneriana)